# Organe circumventriculaire
Les organes circumventriculaires sont des structures polymorphes, neuroendocriniennes, situées dans la paroi des ventricules encéphaliques. Au nombre de six, ils possèdent une barrière hémato-encéphalique extrêmement perméable : cela permet des échanges importants avec le compartiment vasculaire. On retrouve donc :
- l'organe subfornical (en),

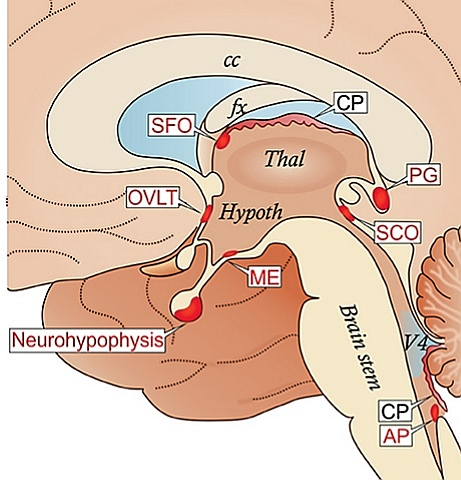
Représentation schématique de la localisation des organes circumventriculaires : organe subfornical (SFO), organe vasculaire de la lame terminale (OVLT), neurohypophyse, glande pinéale (PG), organe subcomissural (SCO) et Area postrema (AP).

- l'organe vasculaire de la lame terminale,
- la neurohypophyse, constituant la partie postérieure de l'hypophyse ou glande pituitaire,
- la glande pinéale ou épiphyse,
- l'organe subcommissural,
- l'area postrema, située au niveau du plancher du 4e ventricule.

On classe généralement les organes circumventriculaires selon deux catégories : sensoriels ou sécrétoires.

## Spécificité des différents organes circumventriculaires

### Organe subfornical
L'organe subfornical est situé dans le toit du troisième ventricule, sous le fornix, entre les deux foramens interventriculaires. Il contrôlerait l'hémostase hydrodynamique, ainsi que la sécrétion d'hormones telles que la somatostatine et la gonadolibérine. 

### Organe vasculaire de la lame tectale
Comme son nom l'indique, cet organe se trouve accolé à la lame tectale du troisième ventricule. Il semble participer aux échanges hémo-encéphaliques de la somatostatine et de la gonadolibérine.

### Neurohypophyse
Voir article connexe : neurohypophyse.

### Glande pinéale
Voir article connexe : glande pinéale.

### Organe subcommissural
L'organe subcommissural est situé à la paroi postérieure du troisième ventricule, au dessus de l'aqueduc du mésencéphale. Inconstant dans l'espèce humaine, sa fonction reste encore inconnue.

### Area postrema
Cet organe est pair et situé à la base du quatrième ventricule, où la densité capillaire y est particulièrement importante. L'area postrema est impliquée dans des fonctions chémoréceptrices, neurosécrétoires et autonomes (comme par exemple le vomissement).